# 카라친부
카라친(몽골어: Харчин, 중국어: 喀喇沁, 병음: Kālāqìn 카라친[*])은 몽골족 중 하나로, 주로 내몽골과 북서 랴오닝과 츠펑에 거주하였다. 할하 하르친 몽골은 도르노고비 지방과 울란바토르에 있었다. 
카라친은 현재 중국 내몽골 동부 통요시(通辽市)경내이며 호르친 구(科尔沁区)이다. 의미는 궁병이다.
그들은 몽골 제국 4대 칸 당시 몽케와 바투가 킵차크 초원에 있던 오세르인과 킵차크인을 사로잡아 오세르인을 난하 강, 킵차크인을 요하 강으로 이주, 유목생활을 시켰다. 이들 중 이주한 킵차크인과 킵차크인의 혼혈 후손들은 말로부터 질좋은 마유주를 생산했는데, 이 색이 붉다 하여 하르친이라 부른 것이 하르친부의 어원이 되었다. 이후 북원에 와서는 하르친 튀멘을 형성하였다. 14세기 초반까지도 카라친부는 욘시예브부 내 10개 영(營)의 일부였다.
바트문크 다얀칸 시대에 카르친의 이브라이 타이시가 그의 지위를 대체하기 위해 보내어진 바트몽케의 아들 울루스볼트를 죽이자 그는 보복으로 서부 몽골을 공격하였지만 우리안카이가 이브라이에 가세하여 실패하였다.
1491년 그는 카르친과 우리안카이 반란군을 부셨다. 그리고 그 귀족들을 살해하였다. 
동부 튀메드와 몽골진부 종족은 하르친 족으로 분류되었다. 
1624년 코르친과 약간의 동맹이 만주와 동맹을 맺었다. 1628년 릭단칸이 하르친을 굴복시키려 할 때 카르친 동맹이 그의 군대를 격파하였다. 만명의 차하르 군이 전사하였다. 만명의 차하르인들은 코코노르로 달아났다.

## 같이 보기
- 카라친 기